# Take Me Out (Franz Ferdinand)
Take Me Out is de doorbraak en de tweede single van de Schotse indierockband Franz Ferdinand.

## Geschiedenis
Take Me Out kwam uit in het Verenigd Koninkrijk op 12 januari 2004 en in de Verenigde Staten op 9 februari 2004, beide bij Domino Records.
De single werd nummer 3 in de Engelse singlelijsten, 66 in de Amerikaanse Billboard Hot 100 en nummer 3 in de Amerikaanse Modern Rock Tracks-lijst. Het nummer werd ook gebruikt in reclame van Sony voor de PlayStation Portable.
Het nummer werd gecoverd door verschillende artiesten:
- Scissor Sisters coverde het nummer als B-kant voor hun single Mary.
- The Magic Numbers coverde het tijdens een radiosessie op BBC Radio in februari 2006.

Sommigen vinden het nummer klinken als "Back Off Boogaloo" van Ringo Starr. Ook worden wel overeenkomsten gezien met "Trampled Under Foot" van Led Zeppelin.
In september 2005 werd het lied nummer 34 in de lijst Beste nummer van een Britse band van Q Magazine.
Het nummer staat in de setlist van het computerspel NHL 2005, een ijshockeygame van EA Sports.

## Nummers

### Verenigd Koninkrijk

#### Cd
1. "Take Me Out"
2. "All For You, Sophia"
3. "Words So Leisured

"Words So Leisured" is een akoestische versie van Darts Of Pleasure.

#### Dvd
1. "Take Me Out" (video)
2. "Take Me Out" (video, live)
3. Interview (video)
4. Fotogalerij en "Shopping For Blood" (audio, live)

#### 7"-vinyl
1. "Take Me Out"
2. "Truck Stop"

#### 12"-vinyl
1. "Take Me Out"
2. "Take Me Out" (Morgan Geist-versie)

#### Promotie-cd
1. "Take Me Out"

### Verenigde Staten

#### Cd
1. "Take Me Out"
2. "All for You, Sophia"
3. "Words So Leisured"

#### Promotie-cd
1. "Take Me Out"
2. "All for You, Sophia"
3. "Words So Leisured"

#### Promotie-cd 2
1. "Take Me Out"

### Australië

#### Cd
1. "Take Me Out"
2. "Shopping for Blood"
3. "Truck Stop"
4. "Take Me Out" (Naoum Gabo-versie)

### Europa

#### Cd
1. "Take Me Out"
2. "Matinée"
3. "Michael"

### Remix

#### 12"-vinyl
1. "Take Me Out" (Daft Punk-remix)
2. "Take Me Out" (albumversie)
3. "Take Me Out" (Naoum Gabo-remix)

## NPO Radio 2 Top 2000
| Nummer met noteringen in de NPO Radio 2 Top 2000 | '15 | '16 | '17 | '18 | '19 | '20 | '21 | '22 | '23 | '24 |
| ------------------------------------------------ | --- | --- | --- | --- | --- | --- | --- | --- | --- | --- |
| Take Me Out                                      | 783 | 830 | 669 | 688 | 833 | 861 | 865 | 747 | 863 | 702 |

1. ↑  Een vetgedrukt getal geeft de hoogste notering aan.
2. ↑  2015 was het eerste jaar met een notering voor dit nummer.